# Thaumasia argyrura
Thaumasia argyrura là một loài nhện trong họ Pisauridae.
Loài này thuộc chi Thaumasia. Thaumasia argyrura được Cândido Firmino de Mello-Leitão miêu tả năm 1943.